# أيوب قاسمي
أيوب قاسمي  (1993 المغرب) هو لاعب كرة قدم مغربي.

## روابط خارجية
- أيوب قاسمي على موقع قاعدة بيانات كرة القدم.إي يو (الإنجليزية)